# Coreia do Sul nos Jogos Olímpicos de Inverno de 1984
A Coreia do Sul competiu nos Jogos Olímpicos de Inverno de 1984, realizados em Sarajevo, Iugoslávia.